# Olympische Sommerspiele 1976/Leichtathletik – 4 × 400 m (Männer)
Die 4-mal-400-Meter-Staffel der Männer bei den Olympischen Spielen 1976 in Montreal wurde am 30. und 31. Juli 1976 im Olympiastadion Montreal ausgetragen. In sechzehn Staffeln nahmen 64 Athleten teil.
Olympiasieger wurde die Staffel der USA (Herman Frazier, Benny Brown, Fred Newhouse, Maxie Parks).
Die Silbermedaille ging an Polen mit Ryszard Podlas, Jan Werner, Zbigniew Jaremski und Jerzy Pietrzyk.
Die Bronzemedaille errang die Bundesrepublik Deutschland in der Besetzung Franz-Peter Hofmeister, Lothar Krieg, Harald Schmid und Bernd Herrmann.
Staffeln aus der DDR, der Schweiz, Österreich und Liechtenstein nahmen nicht teil.

## Bestehende Rekorde
| Weltrekord         | 2:56,16 min | USA (Vince Matthews, Ron Freeman, Larry James, Lee Evans) | Finale OS Mexiko-Stadt, Mexiko | 20. Oktober 1968 |
| Olympischer Rekord | 2:56,16 min | USA (Vince Matthews, Ron Freeman, Larry James, Lee Evans) | Finale OS Mexiko-Stadt, Mexiko | 20. Oktober 1968 |

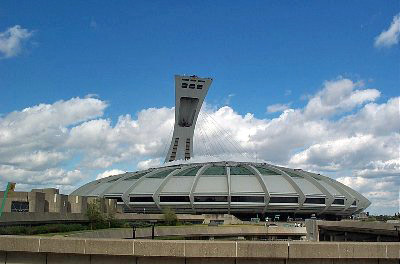
Das Olympiastadion in Montreal

Der bestehende olympische Rekord, gleichzeitig Weltrekord, wurde bei diesen Spielen nicht erreicht. Im schnellsten Rennen, dem Finale, verfehlte das siegreiche Team aus den Vereinigten Staaten den Rekord um 2,49 Sekunden.

## Durchführung des Wettbewerbs
Die Staffeln absolvierten am 30. Juli zwei Vorläufe, in denen sich die jeweils drei besten – hellblau unterlegt – sowie die nachfolgend zwei zeitschnellsten Mannschaften – hellgrün unterlegt – für das Finale am 31. Juli qualifizierten.

## Zeitplan
30. Juli, 17:00 Uhr: Vorläufe

31. Juli, 19:20 Uhr: Finale
Anmerkung:
Alle Zeiten sind in Ortszeit Montreal (UTC−5) angegeben.

## Vorrunde
Datum: 30. Juli 1976, ab 17:00 Uhr

### Vorlauf 1
| Platz | Staffel        | Besetzung                                                        | Zeit        |
| ----- | -------------- | ---------------------------------------------------------------- | ----------- |
| 1     | USA            | Herman Frazier Benny Brown Fred Newhouse Maxie Parks             | 2:59,52 min |
| 2     | BR Deutschland | Franz-Peter Hofmeister Lothar Krieg Harald Schmid Bernd Herrmann | 3:03,24 min |
| 3     | Jamaika        | Leighton Priestley Donald Quarrie Colin Bradford Seymour Newman  | 3:03,86 min |
| 4     | Kanada         | Ian Seale Don Domansky Leighton Hope Bryan Saunders              | 3:03,89 min |
| 5     | Finnland       | Ossi Karttunen Stig Lönnqvist Markku Kukkoaho Hannu Mäkelä       | 3:05,02 min |
| 6     | Puerto Rico    | Pedro Ferrer Iván Mangual Julio Ferrer Jorge Ortiz               | 3:06,08 min |
| 7     | Saudi-Arabien  | Kamil Al-Abassi Hamed Ali Ahmed Al-Assiri Hassan Masallam        | 3:17,53 min |
| DNF   | Großbritannien | Ainsley Bennett Glen Cohen David Jenkins Alan Pascoe             |             |

Die britische Mannschaft beendete das Rennen nicht. Schlussläufer Alan Pascoe wurde der Staffelstab beim letzten Wechsel vom jamaikanischen Läufer Seymour Newman unabsichtlich aus der Hand geschlagen.

### Vorlauf 2
| Platz | Staffel             | Besetzung                                                             | Zeit        |
| ----- | ------------------- | --------------------------------------------------------------------- | ----------- |
| 1     | Polen               | Ryszard Podlas Jan Werner Zbigniew Jaremski Jerzy Pietrzyk            | 3:03,03 min |
| 2     | Trinidad und Tobago | Mike Solomon Charles Joseph Horace Tuitt Joseph Coombs                | 3:03,54 min |
| 3     | Kuba                | Eddy Gutiérrez Dámaso Alfonso Carlos Álvarez Alberto Juantorena       | 3:05,19 min |
| 4     | Frankreich          | Hugues Roger Roger Velasquez Francis Kerbiriou Hector Llatser         | 3:05,48 min |
| 5     | Australien          | Max Binnington Peter Grant Don Hanly Rick Mitchell                    | 3:05,75 min |
| 6     | Sowjetunion         | Dmitri Stukalow Wladimir Ponomarjow Wiktor Anochin Jewgeni Gawrilenko | 3:07,72 min |
| 7     | Barbados            | Victor Gooding Harcourt Wason Hamil Grimes Orlando Greene             | 3:08,13 min |
| 8     | Antigua und Barbuda | Cuthbert Jacobs Paul Richards Elroy Turner Fred Sowerby               | 3:09,66 min |

## Finale
| Platz | Staffel             | Besetzung                                                        | Zeit        |
| ----- | ------------------- | ---------------------------------------------------------------- | ----------- |
| 1     | USA                 | Herman Frazier Benny Brown Fred Newhouse Maxie Parks             | 2:58,65 min |
| 2     | Polen               | Ryszard Podlas Jan Werner Zbigniew Jaremski Jerzy Pietrzyk       | 3:01,43 min |
| 3     | BR Deutschland      | Franz-Peter Hofmeister Lothar Krieg Harald Schmid Bernd Herrmann | 3:01,98 min |
| 4     | Kanada              | Ian Seale Don Domansky Leighton Hope Bryan Saunders              | 3:02,64 min |
| 5     | Jamaika             | Leighton Priestley Donald Quarrie Colin Bradford Seymour Newman  | 3:02,84 min |
| 6     | Trinidad und Tobago | Mike Solomon Horace Tuitt Joseph Coombs Charles Joseph           | 3:03,46 min |
| 7     | Kuba                | Eddy Gutiérrez Dámaso Alfonso Carlos Álvarez Alberto Juantorena  | 3:03,81 min |
| 8     | Finnland            | Hannu Mäkelä Ossi Karttunen Stig Lönnqvist Markku Kukkoaho       | 3:06,51 min |

Datum: 31. Juli 1976, 19:20 Uhr
Vor Beginn der Spiele wurden neben der US-Staffel auch die Mannschaften Großbritanniens und des Olympiasiegers von 1972 Kenia hoch gehandelt. Kenia allerdings hatte sich dem Boykott afrikanischer Länder angeschlossen und nahm in Montreal nicht teil. Die britische Mannschaft hingegen hatte die Qualifikation für das Finale verpasst. Als Medaillenanwärter auf Silber und Bronze blieben vielleicht Polen und die Bundesrepublik Deutschland, wobei die Einzelläufer dieser beiden Nationen hier nicht besonders erfolgreich abgeschnitten hatten.
Im Finale spielte die US-Staffel ihre Überlegenheit voll aus. Keine der anderen Staffeln war in der Lage, auch nur annähernd mitzuhalten. Spannend ging es nur dahinter im Kampf um die weiteren Medaillen zu. Hier setzte sich die Staffel aus Polen mit Schlussläufer Jan Werner durch und gewann fast drei Sekunden hinter der überlegenen US-Mannschaft Silber. Bernd Herrmann sicherte mit einer halben Sekunde Rückstand auf Polen die Bronzemedaille für Deutschland vor Kanada und Jamaika.
Das Niveau bei den beiden vorangegangenen Spielen war höher gewesen. 1978 in Mexiko-Stadt hatten zwei Staffeln die 3-Minuten-Marke unterboten und weitere zwei Teams waren noch unter 3:01 min geblieben. 1972 in München, wo die US-Mannschaft gefehlt hatte, waren ebenfalls vier Staffeln unter 3:01 min gelaufen, davon eine unter 3 Minuten. Hier in Montreal konnte die USA die 3-Minuten-Marke klar unterbieten, doch sämtliche weiteren Teams waren langsamer als 3:01 min.
Der polnischen Staffel gelang der erste Medaillengewinn für ihr Land in dieser Disziplin.

## Video
- Atletica 1976 Ricostruzione Stafetta 4x400 Montreal 1976, youtube.com, abgerufen am 15. Dezember 2017